# Tadeusz Krzakowski
Tadeusz Krzakowski (ur. 25 stycznia 1957 w Jeleniej Górze) – polski samorządowiec, związkowiec, w latach 2002–2024 prezydent Legnicy.

## Życiorys
Syn Czesława i Zofii. Absolwent Akademii Wychowania Fizycznego we Wrocławiu. Ukończył następnie studia podyplomowe w zakresie administracji oświatowej w Szkole Głównej Handlowej, a także w zakresie Menedżerskiego Zarządzania Placówką Oświatową w Bałtyckiej Wyższej Szkole Humanistycznej oraz w zakresie nadzoru pedagogicznego z elementami ewaluacji.
W 1982 został członkiem Związku Nauczycielstwa Polskiego. W latach 1986–1999 był etatowym działaczem związkowym, kolejno wiceprezesem i prezesem zarządu oddziału ZNP. W 1982 rozpoczął pracę jako nauczyciel, początkowo w Zbiorczej Szkole Gminnej w Pieńsku, później w szkole Podstawowej nr 18 w Legnicy. W 1993 został dyrektorem Zespołu Szkół Integracyjnych im. Piastów Śląskich w tym mieście. Doszedł do stopnia nauczyciela dyplomowanego.
Sprawował mandat radnego legnickiej rady miejskiej. Od 1998 do 2002 z ramienia Sojuszu Lewicy Demokratycznej zasiadał w sejmiku dolnośląskim I kadencji, zajmując stanowisko wiceprzewodniczącego tego sejmiku. Był członkiem rady dolnośląskiej SLD.
W 2002 pod koniec III kadencji samorządu został prezydentem Legnicy, zastępując Ryszarda Kurka. W bezpośrednich wyborach samorządowych w 2002, 2006, 2010, 2014 i 2018 był wybierany na ten urząd na kolejne kadencje. W 2002 startował z ramienia SLD-UP, a w każdych kolejnych wyborach z własnego komitetu. Był przy tym członkiem SLD, jednak w 2018 partia ta wystawiła przeciwko niemu własnego kandydata. W wyborach w 2024 w I turze uzyskał 15,3% głosów, nie przechodząc do II tury wyborów na prezydenta Legnicy. Nie uzyskał również wówczas mandatu radnego miejskiego.

## Odznaczenia i wyróżnienia
Otrzymał Złoty (2011) i Srebrny (2005) Krzyż Zasługi. W 2016 prezydent Andrzej Duda nadał mu Krzyż Kawalerski Orderu Odrodzenia Polski (2016). Wyróżniony także Odznaką za Zasługi dla Województwa Legnickiego (1997), odznaką Zasłużony dla Legnicy (1999), Medalem Komisji Edukacji Narodowej (1999). W 2008 otrzymał „Zielony Czek”, nagrodę WFOŚiGW we Wrocławiu w dziedzinie ochrony środowiska i edukacji ekologicznej. W 2013 otrzymał Srebrną Odznakę „Zasłużony dla Ochrony Przeciwpożarowej”. W 2021 wyróżniony Odznaką Honorową za Zasługi dla Samorządu Terytorialnego.
W 2019 za zaangażowanie na rzecz polsko-niemieckiego pojednania i rozwoju partnerstwa z Wuppertalem został odznaczony Krzyżem Kawalerskim Orderu Zasługi RFN.